# TOI-6884
TOI-6884 — одиночная звезда в созвездии Волос Вероники на расстоянии приблизительно 1756 световых лет (около 538 парсек) от Солнца. Звёздная величина диапазона J звезды — +10,959m.
Вокруг звезды обращается, как минимум, одна планета.

## Характеристики
TOI-6884 — жёлто-белая звезда спектрального класса F9-G0IV. Масса — около 1,12 солнечной, радиус — около 1,92 солнечного, светимость — около 4,346 солнечной. Эффективная температура — около 6081 K.

## Планетная система
В 2022 году группой астрономов было объявлено об открытии планеты TIC 156514476 b.